# Piero Soria
Piero Soria (* 1944 in Turin) ist ein italienischer Journalist und Schriftsteller.

## Leben
Nach der Schulzeit in seiner Heimatstadt absolvierte Soria dort auch sein Studium. Im Anschluss daran erhielt er eine Anstellung bei der Tageszeitung La Stampa.
Neben seinen journalistischen Tagesarbeiten konnte er 1990 mit dem Werk Croce dell'est auch als Schriftsteller erfolgreich debütieren. Ein Schwerpunkt seiner literarischen Werke bilden Kriminalromane, die vom Publikum wie auch von der Kritik immer wieder gelobt werden.

## Werke (Auswahl)
Kriminalromane
- Tod in Turin. Ein Fall für Commissario Lupo („Cuore di Lupo“). Goldmann, München 2002, ISBN 3-442-45332-1.
- Solo für eine Tote. Ein Fall für Commissario Lupo („La donna cattiva“). Goldmann, München 2003, ISBN 3-442-45331-3.
- Das französische Mädchen. Ein Fall für Commissario Lupo („La ragazza francese“). Goldmann, München 2007, ISBN 978-3-442-46279-7.
- Rosa demonio. Mondadori, Mailand 2007, ISBN 978-88-04-56214-6.
- A proposito di Ute. Mondadori, Mailand 2009, ISBN 978-88-04-58747-7.

Standalones
- Croce dell'est. Mondadori, Mailand 1990, ISBN 88-04-33921-7.
- Kodachrome. Romanzo. Mondadori, Mailand 1997, ISBN 88-04-42273-4.
- La primula di Cavour. Pettegolezzo risorgimental di amore e morte.  4. Aufl. Mondadori, Mailand 2002, ISBN 88-04-50474-9.
- Il soldato. Mondadori, Mailand 1993, ISBN 88-04-36774-1.
- Il topo. Mondadori, Mailand 1991, ISBN 88-04-35307-4.